# Gheorghi Adamovici
Gheorghi Victorovici Adamovici (în rusă Георгий Викторович Адамович) (n. 19 aprilie (7 aprilie, stil vechi) 1892 la Moscova (anul 1894 indicat uneori este greșit) - d. 21 februarie 1972 la Nice, Franța a fost un poet rus din curentul acmeist și un critic literar.